# Старе Сіндрово
Старе Сі́ндрово (ерз. Сире Сендру, ерз. Сирс Сендру, рос. Старое Синдрово) — мокшанське село у складі Краснослободського району Мордовії, Росія. Адміністративний центр Старосіндровського сільського поселення.

## Населення
| 2002   | 2010   | 2020  |
| ------ | ------ | ----- |
| → 1179 | ↘ 1066 | ↘ 826 |

Національний склад (станом на 2002 рік):
- мокшани — 64 %
- росіяни — 34 %